# Azteca australis
Azteca australis este o specie de furnică din genul Azteca. Descrisă de Wheeler în 1942, specia este endemică în diferite țări din America de Sud.